# Micrognathus brevirostris pygmaeus
Micrognathus brevirostris pygmaeus is een ondersoort van de straalvinnige vissen uit de familie van de zeenaalden en zeepaardjes (Syngnathidae). De wetenschappelijke naam van de soort is voor het eerst geldig gepubliceerd in 1981 door Fritzsche.